# Tatsuta-Taisha

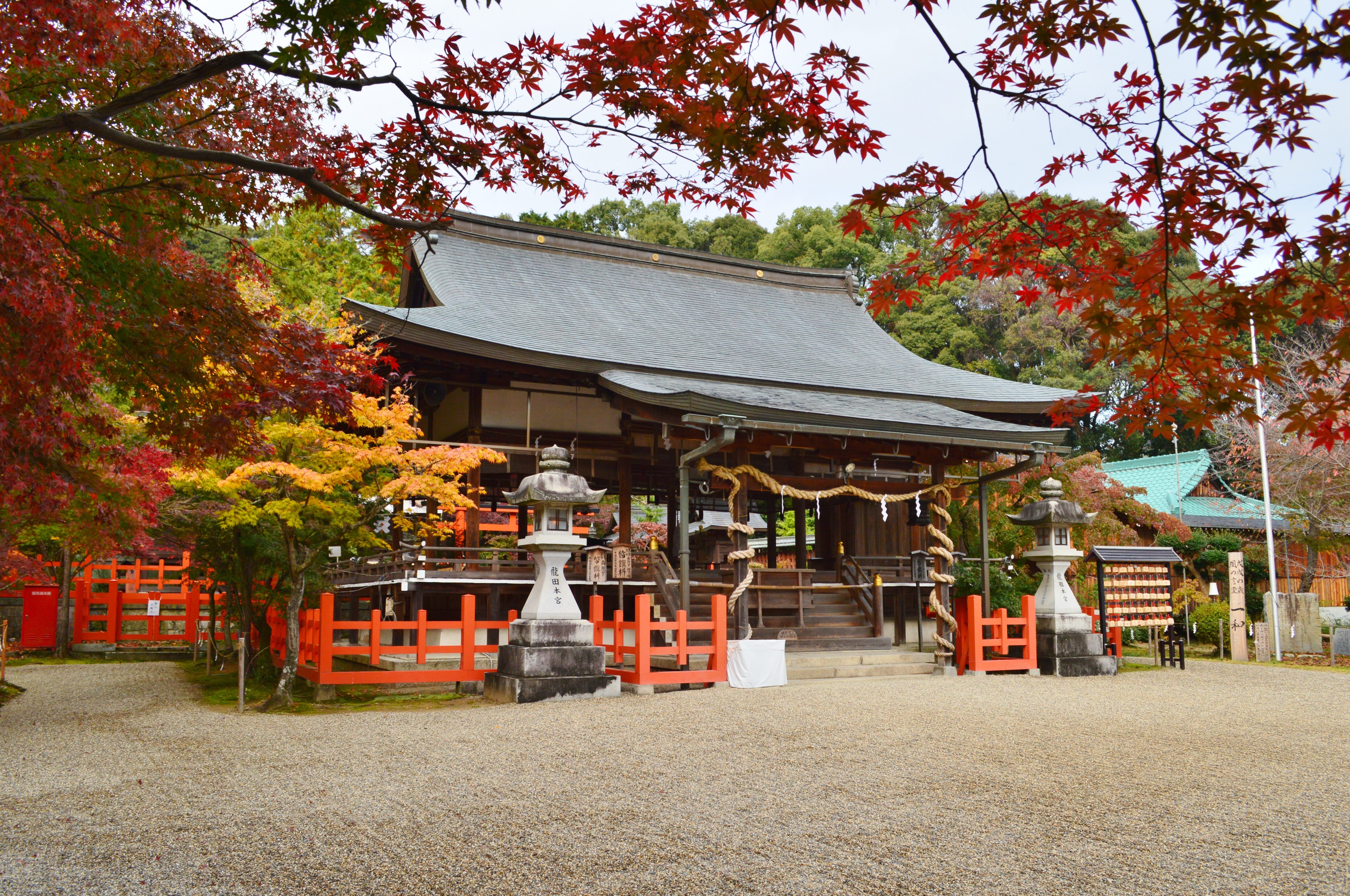
Tatsuda Taisha, Haupthalle

Der Tatsuta-Taisha (japanisch 龍田大社, Tatsuta Taisha) in Tatsuno (Präfektur Nara) gehört zu der Gruppe der „22 Schreine“ in Japan.

## Übersicht
Der Tatsuta-Taisha ist den Göttlichkeiten Amenomihashira no Mikoto (天御柱命) und Kunimihashira no Mikoto (国御柱命) gewidmet. Einfach gesagt, werden die „Tatsuta Myōjin“ (龍田明神) verehrt. Der Schrein soll von Kaiser Sujin gegründet worden sein. Seit der Herrschaft von Kaiser Temmu findet jedes Jahr im April und Juli das Schreinfest statt. Es ist ein Schrein im Engi-Stil (延喜式) und wurde während der Heian-Zeit zu den „22 Schreinen“ hinzugefügt. Der Schrein befindet sich in der Nähe des Tatsuta-Flusses, der seit alter Zeit für seine bunten Ahornbäume im Herbst berühmt ist.
Das „Tatsuta Fūjinsai“ (龍田風神祭) ist ein Fest für die Verehrung der Windgötter, so wie es im Jingiryō vorgeschrieben ist. Während des Fūjinsai, das vom 28. Juni bis zum 4. Juli sieben Tage dauert, werden heilige Talismane auf nahegelegenen Anbauflächen aufgestellt, um für das Ausbleiben von Stürmen und für eine reiche Ernte zu beten. Es gibt als Quelle eine Nachschrift „Tatsuta Daimyōjin Goji“ (龍田大明神御事, Tatsuta Daimyōjin goji) aus dem Jahr 1425.
Parallel zum „Tatsuta Fūjinsai“ findet das „Hirose Ōimisai“ (広瀬大忌祭) am Hirose Jinja (広瀬神社) in Kawai (河合町) im Landkreis Kitakatsuragi (北葛城郡) statt. Dort bittet man, von Unglücken durch Wasser verschont zu bleiben.
Das Nō-Drama „Tatsuta“ basiert auf den Tatsuta Myōjin, deren heiliger Baum der Ahorn ist.

## Bilder

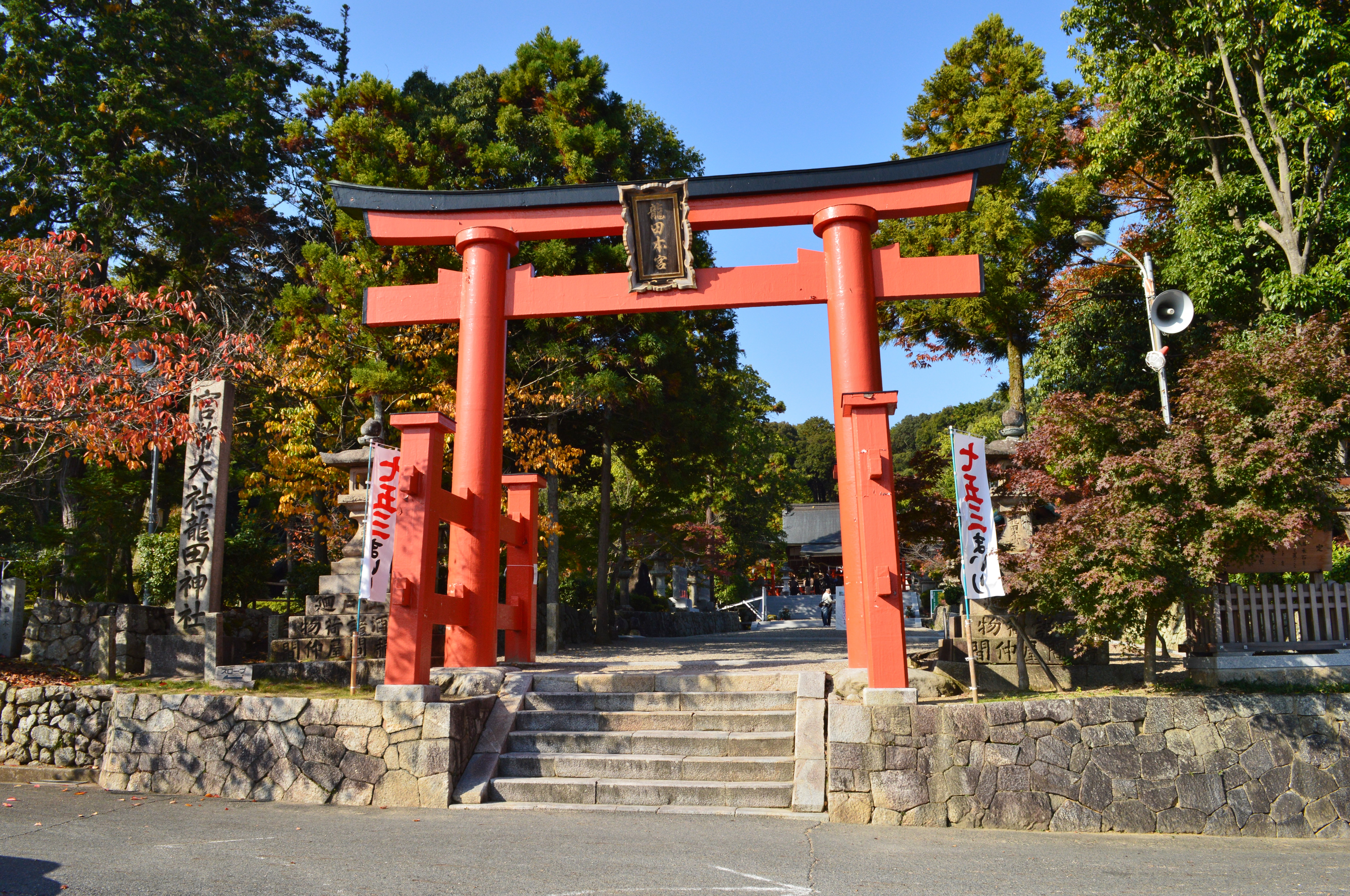
Eingang zum Schrein
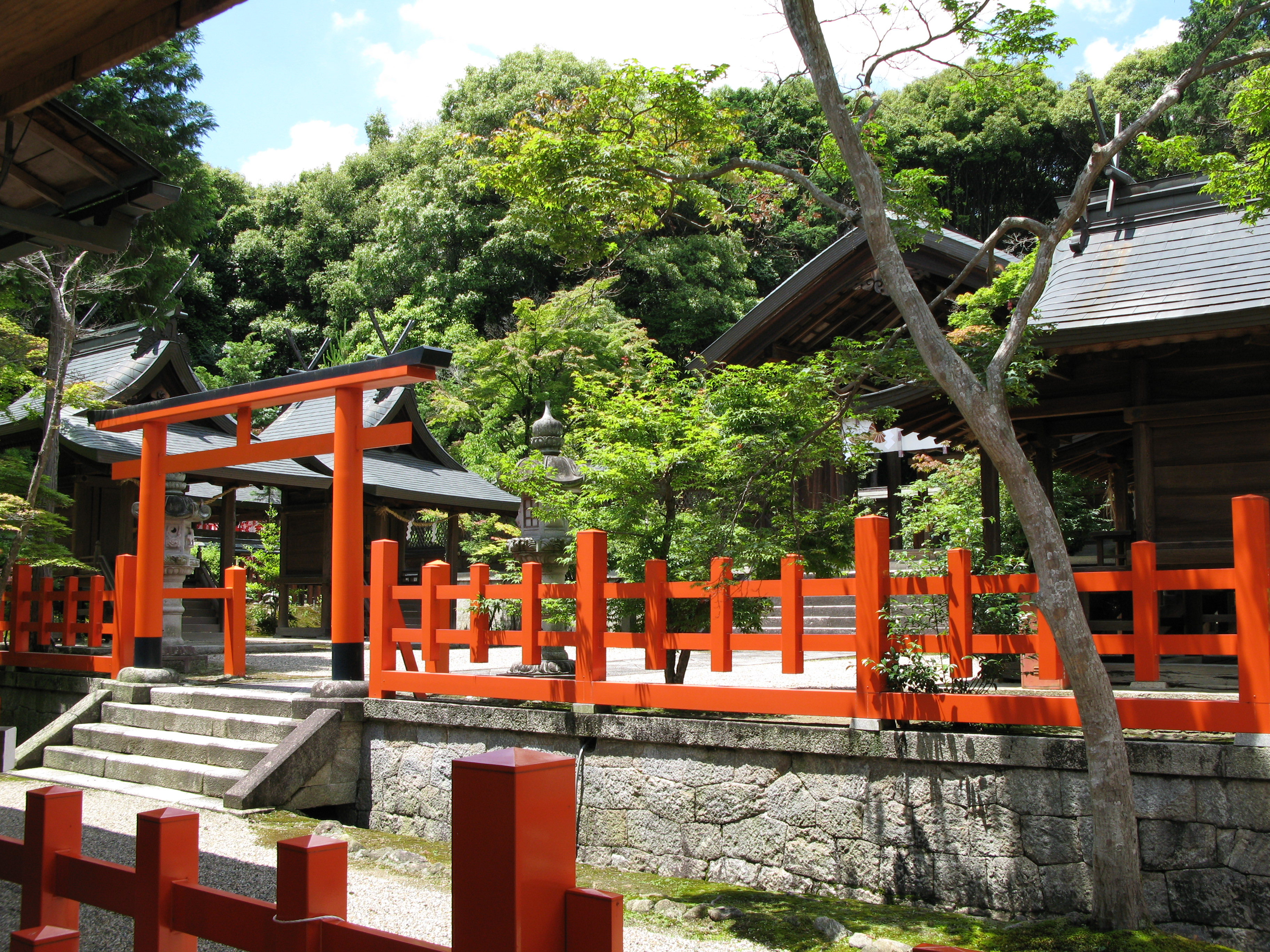
Aus dem inneren Weg
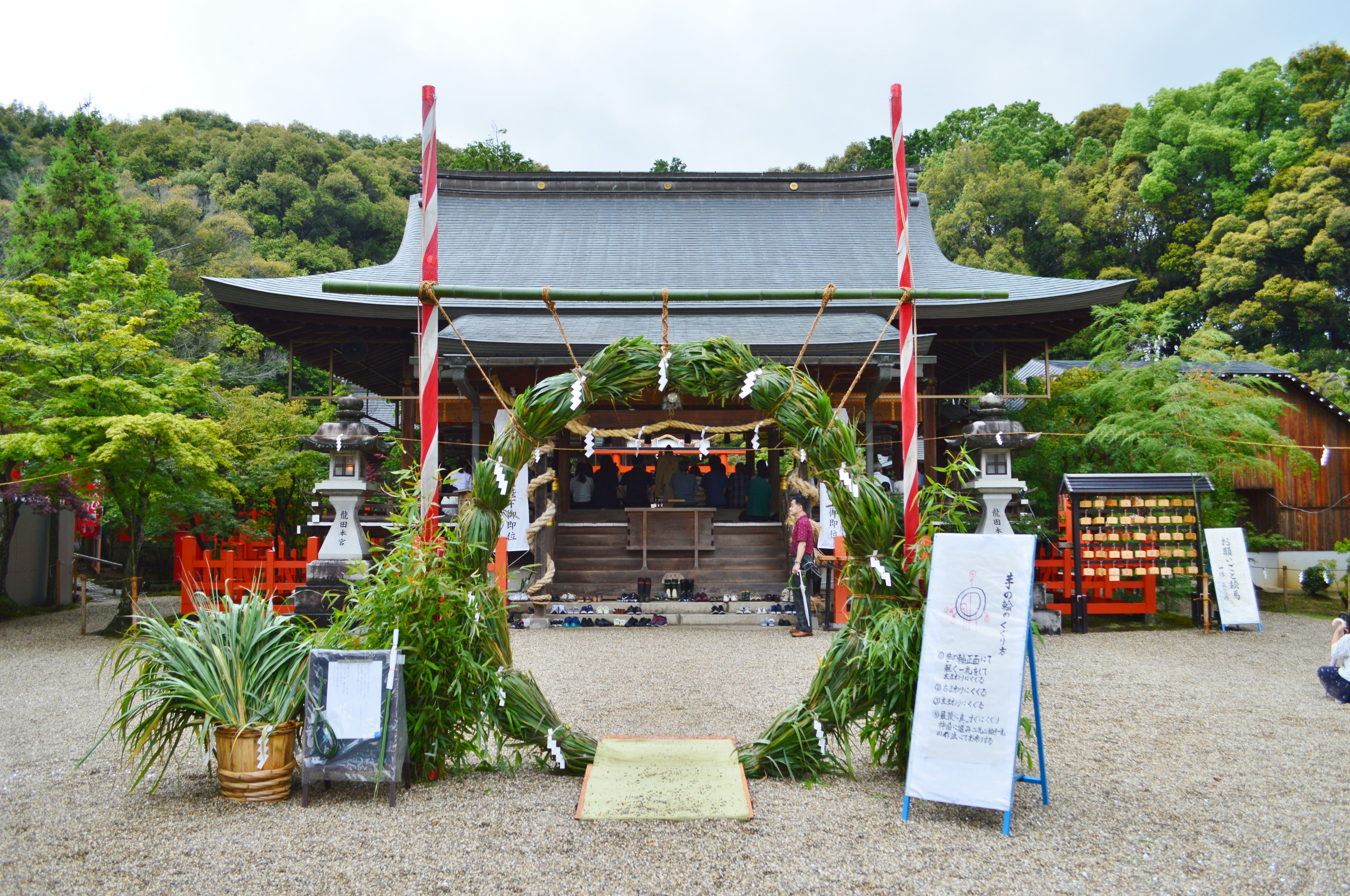
Schrein hinter dem Schmuckkranz
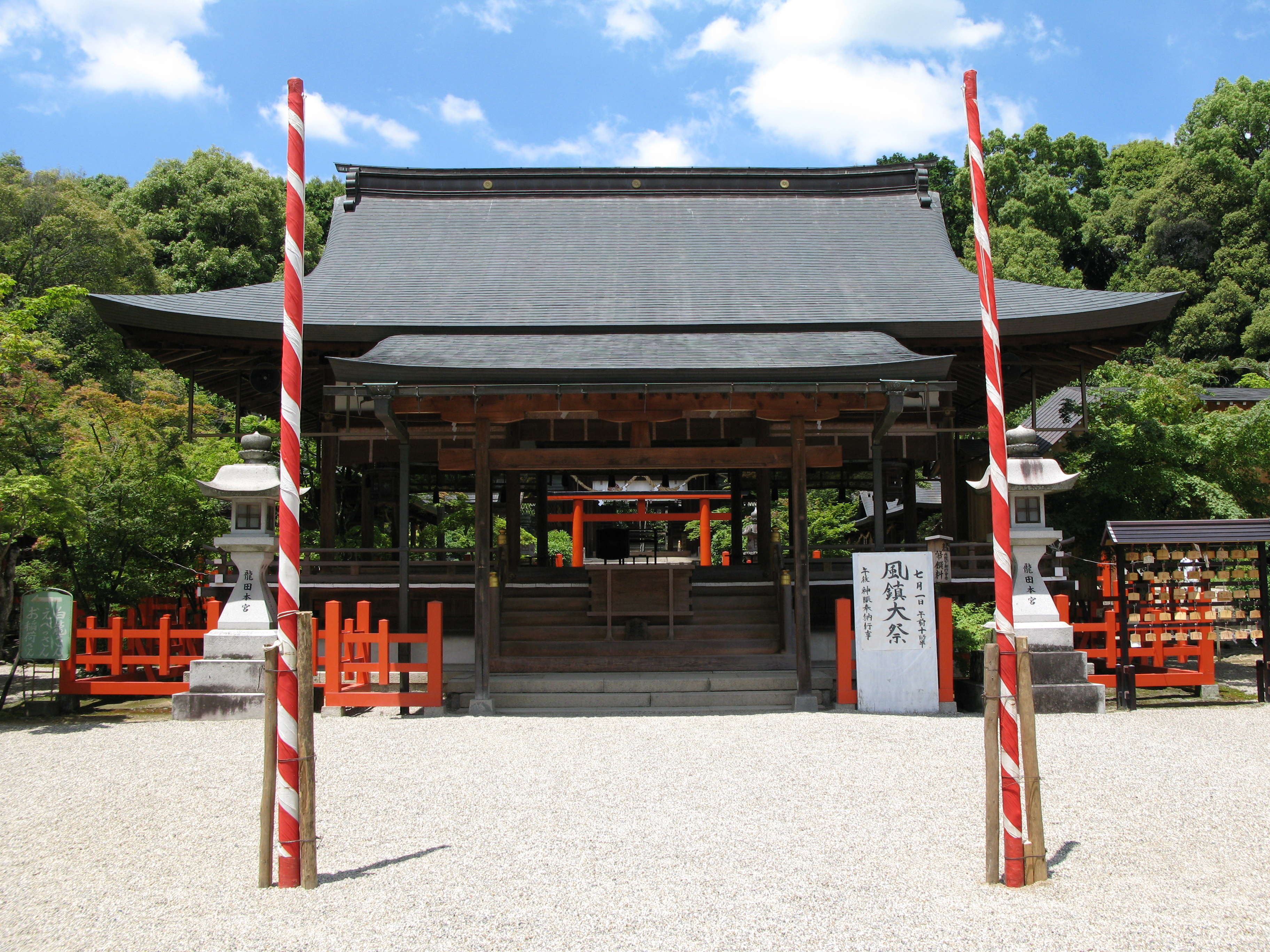
Schrein, Haupthalle